# Stadion im. Aunga Sana
Stadion im. Aunga Sana (birm.: ဗိုလ် ချုပ် အောင် ဆန်း အားကစား ကွင်း; MLCTS: Buil hkyup Aung hcan:: ka ca: kwang:) to wielofunkcyjny stadion, położony w centrum miasta Rangun w Mjanmie. Nazwa pochodzi od generała Aunga Sana, 40 000 miejscowy stadion jest nadal największym stadionem w Mjanmie i był stadionem narodowym do połowy lat osiemdziesiątych XX wieku. Stadion był główną areną dla Igrzysk Azji Południowo-Wschodniej w 1961 i 1969. Choć nie jest już głównym miejscem wybieranym na turnieje międzynarodowego poziomu, stadion jest nadal w dużym stopniu wykorzystywany na mecze piłki nożnej Narodowej Ligi Birmańskiej.